# Bund herrschaftsloser Sozialisten
Der Bund herrschaftsloser Sozialisten (BhS) wurde 1920 in Wien gegründet und war ein Zusammenschluss zahlreicher anarchistischer Verbände, Vereinigungen und Gruppen.

## Gründung
Der BhS wurde nach der Revolution 1918/1919 von Sympathisanten um den Anarchisten Pierre Ramus gegründet; in den 1925/1926er Jahren hatte er über 4000 Mitglieder in mehr denn 60 verschiedenen Ortsgruppen und war fast „20 Jahre lang die größte anarchistische Organisation in Österreich“. Auf einem Treffen am 25. und 26. März 1922 der BhS wurden Richtlinien und Leitsätze aufgestellt und angenommen, welche die Richtung für die zukünftigen Aktivitäten und Entwicklungen darstellten; Änderungen und Ergänzungen der Richtlinien waren in der Zukunft möglich. In Österreich wurde 1920 die sozialistische Organisation Kinderfreunde gegründet und der Bund herrschaftsloser Sozialisten rief seine Mitglieder dazu auf, dass die Eltern mit ihren Kindern der Organisation beitreten sollten.
Eine große Anzahl verschiedener Verbände bildeten den BhS. Unter anderem waren vertreten: Siedlungs- und Produktionsförderungen, Freie Vereinigung Radikalsozialistischer Studenten, Bund der Kriegsdienstgegner, Kunstkulturbund, Bund freier Jugend, Vereinigung individueller Anarchisten, Vereinigung herrschaftsloser geistiger Arbeiter.

## Prinzipien
Grundprinzip der BhS war die soziale Herrschaftslosigkeit, was folgerichtig bedeutet: Abschaffung des Staates und aller anderen Herrschaftsformen. Der Bund trat für die individuelle Freiheit in einer sozialen Gesellschaft ein, in der auf der Basis von Freiwilligkeit und gemeinsamen Verträgen die wirtschaftlichen und wohl auch politischen Organisationen zusammenarbeiten. Diese Philosophie sollte den unterschiedlichsten Vertretern einer freien Gemeinschaft den wirtschaftlichen und politischen Spielraum geben, den sie für ihre herrschaftslose Gesellschaft benötigen. Der Bund herrschaftsloser Sozialisten gab auch eine Zeitschrift heraus unter dem Titel Die neue Generation und unter der Leitung von Pierre Ramus die Zeitschrift Erkenntnis und Befreiung. 
In der Frage, ob die Herrschaftslosigkeit mit oder ohne Gewalt eingeführt werden sollte, hatte der Bund eine deutliche Antwort. Da die Anarchisten alle Herrschaftssysteme konsequent ablehnten und diese auf Gewalt (Zwang) aufgebaut sind, lehnte der BhS diese aggressive Gewalt ab und trat für eine soziale Revolution ein. Die Grundlagen hierfür sollten Bildung, Gemeinschaft und Solidarität sein; keine Waffengewalt. Die Verteidigung gegen die Gewalt der Herrschenden oder die Abwehr von Gewalt stellen, so der BhS, keine aggressive Gewalt im Sinne der Regierenden dar.
„Jede Eroberung der staatlichen Macht – und dies ist der Inbegriff einer jeden politischen Revolution – bedarf der Gewalt. Wir wollen und erstreben die vollständige Vernichtung jeder Macht als politisch-soziales Zentrum innerhalb der Gesellschaft. Darum können wir uns nicht der Gewalt bedienen, sondern müssen sie zur Auflösung bringen, was nur die Gewaltlosigkeit erreichen kann. Die politische Revolution bedarf als ihres Mittels der Gewalt; die soziale Revolution bedarf als ihres Mittels der Gewaltlosigkeit. Der Bund h. S. vertritt deshalb – in absolutem Gegensatz zur überlieferten militärischen Gewaltmethode stehend – die Gewaltlosigkeit zur Herbei- und Durchführung der sozialen Revolution“ (Zitat nach Pierre Ramus).
Die Anarchisten fühlten sich auch verbunden mit den Freidenkern und waren eine Zusammenfügung verschiedener Gruppen, die eine freie Autonomie verband.

## Die neue Generation
Die neue Generation war eine anarchosyndikalistische, anarchistische Zeitschrift des Bundes herrschaftsloser Sozialisten (BhS) in Österreich, von den Anarcho-Syndikalisten in Graz, und erschien von 1947 bis 1949 mit insgesamt 10 Ausgaben. 
Herausgeber, Verleger und Eigentümer war der BhS, verantwortliche Redakteure waren Josef Teichmeister und Adolf Pranz. 1948 wurde im Pressedienst der Internationalen Arbeiter-Assoziation (IAA) bekannt gegeben, dass Die neue Generation Artikel und Dokumente veröffentlichte, die in Übereinstimmung mit den Zielen und Aufgaben der IAA und des revolutionären Syndikalismus wären. Im Sommer 1949 wurde ein Vorschlag publiziert, die Zeitschrift in den deutschsprachigen Gebieten zu verbreiten (veröffentlicht in der Zeitschrift Befreiung, Mülheim/Ruhr, 1949). Dieses Gesamtdeutschsprachige Organ erschien nur einmal mit der Nr. 1, 1950, in Amsterdam. Die Zeitschrift erschien monatlich und veröffentlichte Beiträge von unter anderem Ernst Toller und Gustav Landauer.

## Weiterführende Literatur
- Hartmut Rübner, Freiheit und Brot. Die Freie Arbeiter-Union Deutschlands. Eine Studie zur Geschichte des Anarchosyndikalismus. Seite 86. Libertad Verlag, Potsdam 1994. ISBN 3-922226-21-3.